# Haemaphysalis juxtakochi
Haemaphysalis juxtakochi este o specie de căpușe din genul Haemaphysalis, familia Ixodidae, descrisă de Cooley în anul 1946. Conform Catalogue of Life specia Haemaphysalis juxtakochi nu are subspecii cunoscute.